# Desmanråtta
Desmanråtta, rysk desmanråtta eller myskmullvad (Desmana moschata) är en däggdjursart i familjen mullvadsdjur som tillsammans med arten bisamnäbbmus bildar släktgruppen myskmöss (Desmanini). Arten är den medlem i familjen som är bäst anpassad till livet i vatten. Trots namnet är djuret ingen råtta. 
Dess päls kallas myskbisam och silverbisam. 

## Utseende

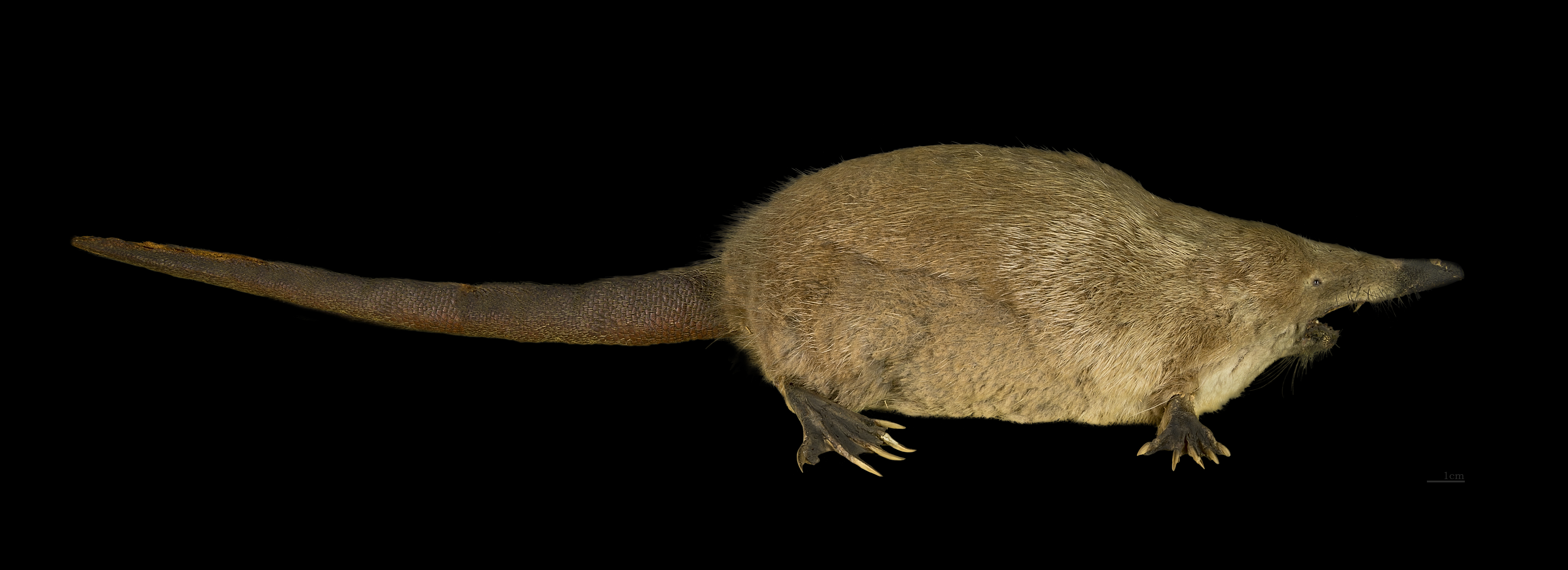
Uppstoppat exemplar i Museet i Toulouse.

Djuret når en kroppslängd mellan 18 och 22 centimeter och därtill kommer en 17 till 21 centimeter lång svans som är avplattad vid sidan och som bär fjäll samt några enstaka hår. Nära bålen är svansen tjockare. Med en vikt mellan 350 och 490 gram (dräktiga honor upp till 600 gram) är arten den tyngsta i familjen. Den långa och rörliga nosen påminner om en snabel. Mellan tårna av de bakre extremiteterna finns simhud och dessutom är fötterna utrustade med bortslika hår vid kanterna. Arten har små ögon och öronen är nästan gömda i pälsen. Pälsen är på ovansidan rödbrun och på undersidan gråaktig. Vid svansens undersida finns en doftkörtel som avsöndrar en vätska med myskliknande lukt.

## Utbredning och habitat
Desmanråttan lever i sydvästra Ryssland längs floderna Volga, Don och Ural. Arten finns även i Ukraina och Kazakstan. Den blev införd vid Dnepr och Ob av människan. Habitatet utgörs av flodernas och vattendragens strandlinjer samt dammar och insjöar.

## Ekologi
Arten bygger bon vid vattnet som har ingången från vattensidan och som slutar i en grotta med cirka 40 cm diameter som polstras med löv och mossa. De lever i grupper och upp till åtta individer delar på samma bo.
De är främst aktiva på natten men letar ibland på dagen efter föda. Därför simmar de i vattnet och gräver med nosen i bottensedimenten. De äter bland annat insekter, kräftdjur, groddjur och fiskar.
Desmanråttan parar sig vanligen två gånger per år och ungarna föds främst i juni och november. Efter dräktigheten som varar i 40 till 50 dagar föder honan två till fem ungar. Efter cirka en månad sluter honan att ge di.

## Hot
Fram till slutet av 1800-talet hade arten en stor population men efteråt började jakten för pälsens skull. De jagades även för körtelsekretet som används till parfym. Jakten förbjöds först 1957.
Idag hotas arten på grund av vattenföroreningar och införda konkurrenter som sumpbäver och bisam. För att bevara arten inrättades flera skyddszoner och det finns även avelsprojekt. Hela populationen uppskattas med 40 000 till 50 000 individer och IUCN listar arten som sårbar (vulnerable).